# Les Fils d'Emanuel Lang
Les Fils d'Emanuel Lang est une entreprise française du secteur du textile créée en 1856.

## Histoire

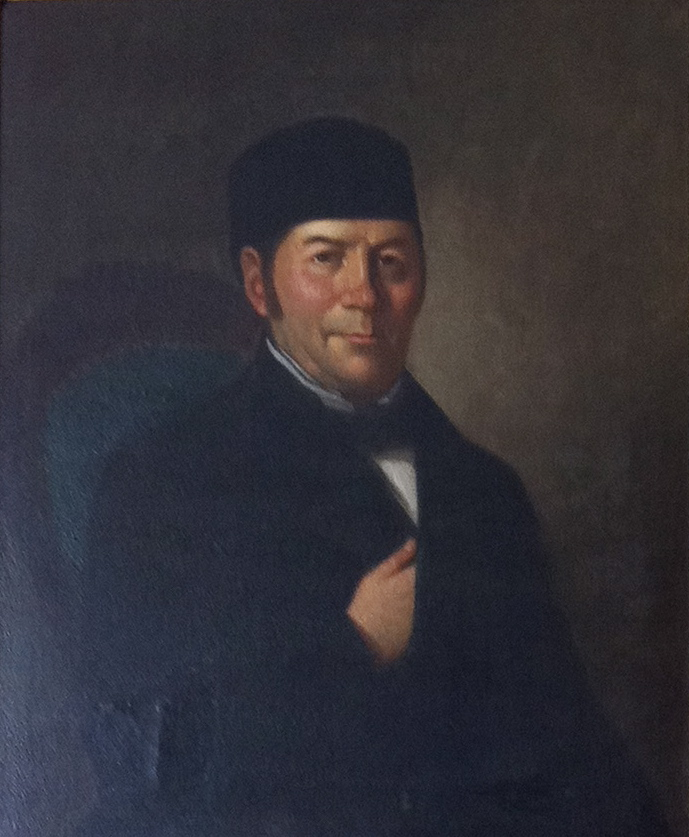
Portrait d’Emanuel Lang (1800-1876), le fondateur.

### Histoire industrielle
Vers 1856, Emanuel Lang, Jacques Lang, Gabriel Lang et M. Bloch tous originaires de Durmenach, installent un atelier de tissage, avec 4 métiers à tisser, dans l'ancien moulin à eau de Waldighofen.
En 1865, la société Les fils d'Emanuel Lang voit le jour. En 1870, la société emploie 300 personnes et 550 métiers à tisser. Après la guerre de 1870 et l'annexion de l'Alsace par l'Allemagne, l'usine de Waldighofen ferme et la société quitte le Sundgau pour s'établir à Nancy où ils construisent une importante usine.
L'usine de Waldighofen est rouverte en 1888 par Raphaël Lang qui y fait construire la cheminée, toujours visible de nos jours. En 1908, Paul Lang crée une filature et un tissage à Hirsingue, sous le nom de Lang Frères, qui est agrandie en 1912 et endommagée par un incendie le 23 février 1916.
Après la guerre, l'Alsace redevenue française, la famille décide de réunir les usines de Nancy, de Waldighofen et de Hirsingue sous le nom de Établissements des fils d'Emanuel Lang. Jusqu'en 1962, la société familiale prospère et fait prospérer les régions où elle est installée. En 1963, elle rachète l'usine textile Schlumberger-Steiner située à Roppentzwiller, fondée par Camille Gabriel Schlumberger et Charles Frédéric Steiner.
En 1968, elle rachète l'usine de filature et de tissage Xavier Jourdain, fondée en 1827 et située à Altkirch. L'entreprise prend alors le nom de Siat.
L'usine Schlumberger-Steiner de Roppentzwiller ferme ses portes en 1971. L'entreprise se recentre alors sur les tissus de haute couture.
En 2003, la Société Industrielle Altkirchoise de Textile-Lang licencie, dans un premier temps, 87 employés sur 2 de ses 3 établissements puis deux mois plus tard 115 autres salariés des sites de Hirsingue et d'Altkirch. En 2005, l'entreprise, qui emploie encore 370 salariés, est placée en redressement judiciaire. En 2006, une nouvelle procédure de dépôt de bilan est lancée à l'encontre de Siat et de ses 3 sites (Cernay, Hirsingue, Altkirch) et est placée sous administration judiciaire. En 2007, afin d'apurer les dettes, l'usine Siat d'Altkirch cesse toute activité et les ateliers sont démolis. L'entreprise, qui n'emploie plus que 173 salariés, se concentre sur Hirsingue, mais l'usine est scindée en deux entités : Siat et Lang pour la création et la vente de tissus et S&L Productions pour la teinture et le tissage.
En avril 2009, un incendie se déclare dans l'unité de production. En août, le tribunal de grande instance de Mulhouse prononce la liquidation des 2 entreprises. En octobre, le plan de reprise est accepté par le tribunal, mais il s'accompagne de 90 licenciements supplémentaires. L'entreprise prend le nom de Virtuose SAS et reste à Hirsingue. Après deux années positives, la flambée des cours du coton met l'entreprise de nouveau en difficulté. En décembre 2012, la municipalité d'Hirsingue propose une aide de 655 000 euros à travers une offre de leaseback qui ne verra jamais le jour. En avril 2013, le tribunal de Mulhouse prononce la liquidation judiciaire de la société Virtuose et rejette le plan de reprise qui aurait pu sauver 35 des 58 emplois. En mai, 13 salariés font encore tourner l'usine d'Hirsingue afin d'honorer les dernières commandes, avant qu'elle ne ferme définitivement ses portes en juin 2013.
Le 5 juin 2013, la Cour d’appel de Colmar confirme la liquidation. Le 26 juin, une poignée de personnes employées par une société d’intérim assure la production d’une commande pour Mark & Spencer. Parallèlement, Pierre Schmitt et Christian Didier, les repreneurs potentiels, poursuivent leurs négociations pour pérenniser le redémarrage de l’entreprise qui reprend son nom historique d’Emanuel-Lang. Le 10 octobre 2013 a lieu la vente aux enchères des machines qui sera annulée à la suite des manifestations d’élus, d'anciens salariés et d'habitants. Le 18 octobre 2013,, visite sur le site de Hirsingue du ministre du Redressement productif, Arnaud Montebourg, qui annonce la mobilisation des services de l’État pour permettre la reprise de l’entreprise par Pierre Schmitt.
Le 21 novembre, le juge commissaire de la chambre commerciale accepte le rachat des actifs au prix de 1,510 million d’euros incluant l’ensemble du parc des machines, le stock de chemises, la marque et les brevets.

## Usines

### Usine textile dite usine Emanuel Lang, rue Paul-Lang à Hirsingue[13].
Paul Lang, fils d’Emanuel, fait construire une usine de filature et tissage à Hirsingue en 1908 et la fait agrandir dès 1912. Elle est endommagée au cours de la Grande guerre.
En 1945, Raoul Lang succède à son père. Aux alentours des années 1950, une nouvelle teinturerie, un atelier de retordage de fil et une filature pour le synthétique sont construits.
En 1969, l’établissement de Hirsingue compte une filature de coton, une filature de synthétique, un atelier de retordage, un atelier de tissage et une teinturerie sur fils, et approvisionne en fils les autres usines Lang de Waldighoffen et Roppentzwiller.

### Moulin, puis tissage dit usine de tissage Emanuel Lang, actuellement friche industrielle, 10 rue de la Poste à Waldighofen[13].

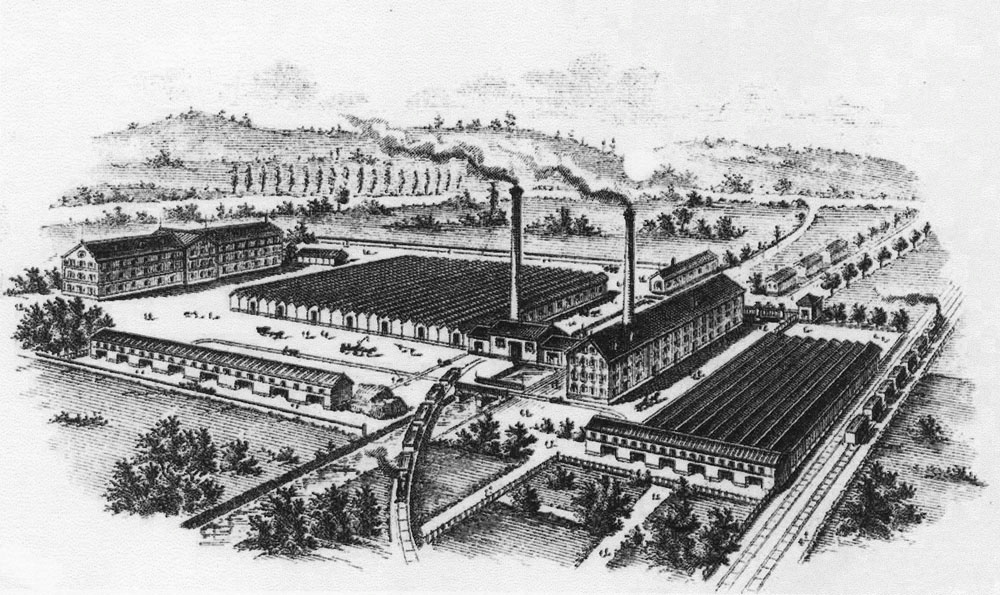
L'usine Lang de Waldighoffen.

En 1846, une usine de tissage est installée à Waldighofen par Emanuel Lang et Jacques Bloch dans l'ancien moulin de Waldighoffen.
En 1870, elle compte 550 métiers. En 1916, les bureaux sont détruits par un incendie.
Le tissage compte 370 métiers à fonctionnement automatique en 1962

### Filatures et Tissages de Bonsecours-Nancy

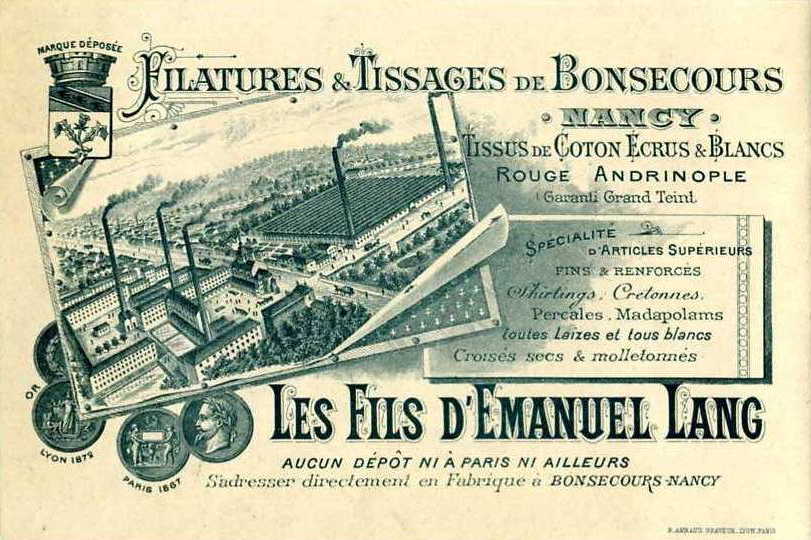
Filatures et Tissages Lang de Bonsecours-Nancy.

### Moulin à papier, usine textile dite usine Schlumberger-Steiner, 81 rue Principale à Roppentzwiller[14].
L’usine de tissage mécanique de coton et de toiles pour l'impression « Schlumberger et Steiner », à Roppentzwiller, qui a employé plus de 800 ouvriers, est acquis par le groupe Lang. Elle est alors transformée pour le tissage du nylon.

### L'usine de filature et de tissage «Xavier Jourdain», à Altkirch
En 1968, le groupe Lang rachète l'usine de filature et de tissage « Xavier Jourdain », fondée en 1827 et située à Altkirch.